# Штень Андрій Семенович
Андрій Штень (1886 р., село Оболоння, Долинський район, Івано-Франківська область - 1963 р., село Оболоння, Долинський район, Івано-Франківська область) - український громадський діяч, просвітянин та засновник Аматорського драматичного гуртка ім. Івана  Франка в місті Долина.

## Біографія
Народився в селі Оболоння (Долинський район, Івано-Франківська обл.) в сім'ї німецької меншини в Долинському повіті Семена Штеня. Здобув освіту ветеринара. У 1914 році з початком Першої світової війни (1914-1918 рр.) мобілізований в Австро-Угорську армію. З 1916 році перебував в полоні на території Російській імперії в місті Томську у таборі "В'ятка".
У 1923 році повернувся в Україну і одразу ж, зі своєю дружиною Єфросинією Свічкаренко, заснував Аматорський драматичний гурток ім. Івана  Франка, діяльність якого розповсюджувалась теренами усього Долинського та сусіднього Рожнятівського повітів.
У своєму домі в 1920-х роках заснував притулок для українських дітей-інвалідів.
За націоналізм переслідувався радянською владою. До 1953 року переховувався в селі Ріпне (Рожнятівський район, Івано-Франківська область) де познайомився зі своєю другою дружиною Євою Громадюковою.
В 1950-х роках садибу Андрія Штеня радянська влада перетворила в колгосп, а його помешкання в Кіоск № 6 призначений для продажу продуктів продуктового та повсякденного вжитку колгоспникам.
Помер Андрій Штень у 1963 році. Похований на Бабієвій горі в старій частині міста Долина.
На надмогильному пам'ятнику написані останні слова Андрія Штеня: "Прощавайте гори Карпати, вже більше Вас не побачу".

## Вшанування пам'яті
- 12 серпня 2015 року стараннями і коштом голови Товариства "Опір Західної України" (м. Прага, Чехія) Олега Павліва в Долинському краєзнавчому музеї "Бойківщина" Тетяни і Омеляна Антоновичів відбулася виставка "Андрій Штень - директор долинського аматорського драматичного гуртка ім. Івана Франка", основана на фондах Сімейного архіву родини Бойдуників ім. Дарії Попович (Бойдуник)[1].

- 29 червня 2016 року головою Товариства "Опір Західної України" (м. Прага, ЧР) Олегом Павлівом згідно з рішенням Долинської міської ради[2] на фасаді Долинського районного будинку культури урочисто відкрито меморіальну дошку, присвячену директору Аматорського драматичного гуртка ім. Івана  Франка в місті Долина Андрію Штеню[3].